# Г'ю Гласс
Г'ю Гласс (англ. Hugh Glass; бл. 1783 — 1833) — американський мисливець (маунтінмен) і гірський провідник. Найбільш відомий тим, що в 1823 році, отримавши важкі поранення в боротьбі з гризлі (зокрема перелам ноги), зумів подолати більш ніж 300 кілометрів дикою місцевістю без запасів їжі та спорядження, повзучи більшу частину шляху.

## Біографія
Записи про нього дуже обмежені — ніяких згадок до підписання контракту з хутряною компанією з міста Сент-Луїс «Скеляста гора», якою керували Вільям Генрі Ешлі та Ендрю Генрі. Другого червня 1823 року відбулась подія, в описі якої згадується ім'я Г'ю Гласса. Йдеться про напад індіанців арікара на групу траперів із сімдесяти чоловік на чолі з Вільямом Генрі Ешлі. Це сталося, коли звіролови стали табором біля поселення індіанців у гирлі річки Ґранд-Рівер (на північ від сучасного Мобриджа, Південна Дакота). Чотирнадцять мисливців загинуло, а десятьох, включно з Г'ю Глассом, було поранено.
Вперше історія виживання Гласса була надрукована в літературному журналі «Порт Фоліо» в 1825 році в Філадельфії. Це була історія «Мисливці Міссурі» у творі «Листи з Заходу» за авторством судді Джеймса Голла. У Європі «Листи з Заходу» надрукували в 1828 році в Лондоні.
Відновившись, чоловік далі працював у торгівлі хутром. Він згадується в ділових записах, листах та мемуарах.
У 1833 році Гласса вбили під час нападу представників племені арікара і скальпували.

## Вшанування пам'яті

### Кінематограф та телебачення
- 1966 рік: телесеріал «Епоха Долини Смерті»[en], сезон 14, серія 21 «Г'ю Гласс наражається на ведмедя» (англ. Hugh Glass Meets the Bear).
- 1971 рік: кінофільм «Людина в ведмежому куті»[en].
- 1975 рік: кінофільм «Кров апача»[en].
- 2015 рік: кінофільм «Легенда Г'ю Гласса».

### Література

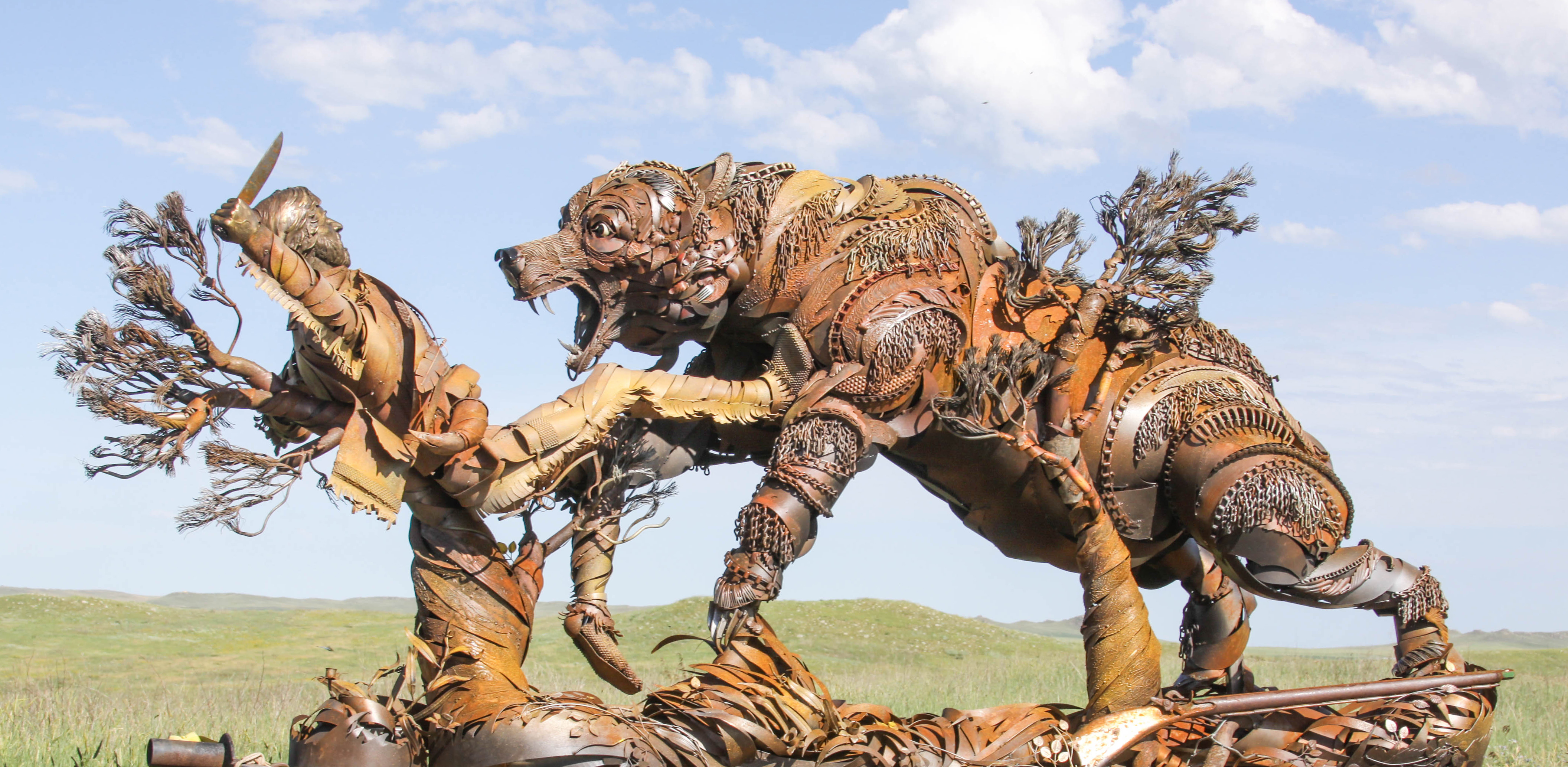
Скульптура Г'ю Гласса з медведем в містечку Леммон

### Пам'ятники
- На місці нападу гризлі встановлено пам'ятний знак[7].
- У музеї Ґранд-Рівер містечка Леммон встановлена скульптура битви Гласса з ведмедем, виготовлена з металобрухту[8].